# Пјаца Маркони (Бергамо)
Пјаца Маркони је насеље у Италији у округу Бергамо, региону Ломбардија.
Према процени из 2011. у насељу је живело 120 становника. Насеље се налази на надморској висини од 622 м.